# Finlands svenska lärarförbund
Finlands svenska lärarförbund (FSL) är ett svenskspråkigt fackförbund för alla svenskspråkiga lärare, lektorer och rektorer i Finlands svenskspråkiga skolor. Förbundets kansli ligger i Östra Böle i Helsingfors. På förbundet jobbar åtta anställda.  

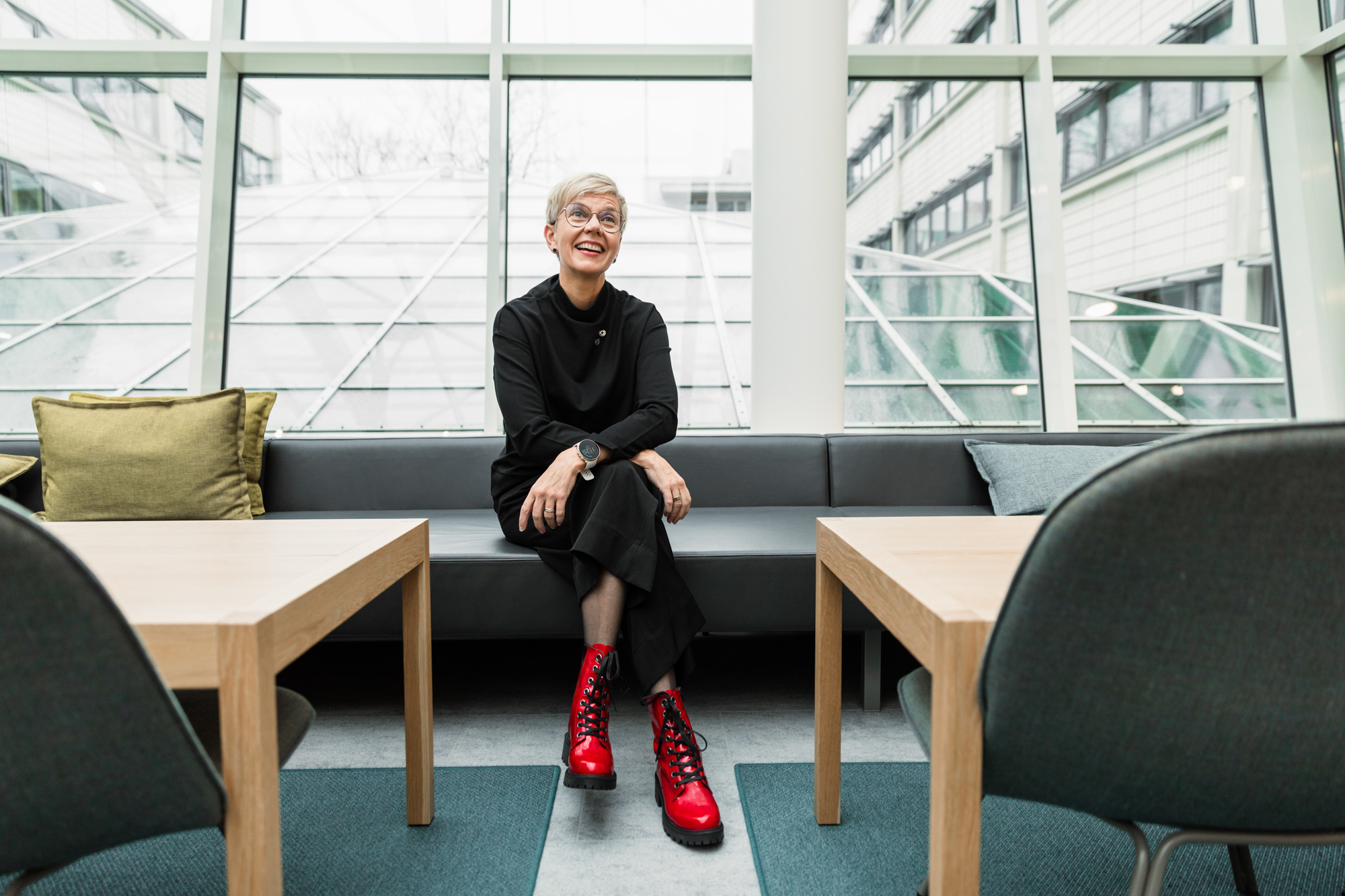
Inger Damlin, FSL:s förbundsordförande. (Foto: Frida Lönnroos för FSL)

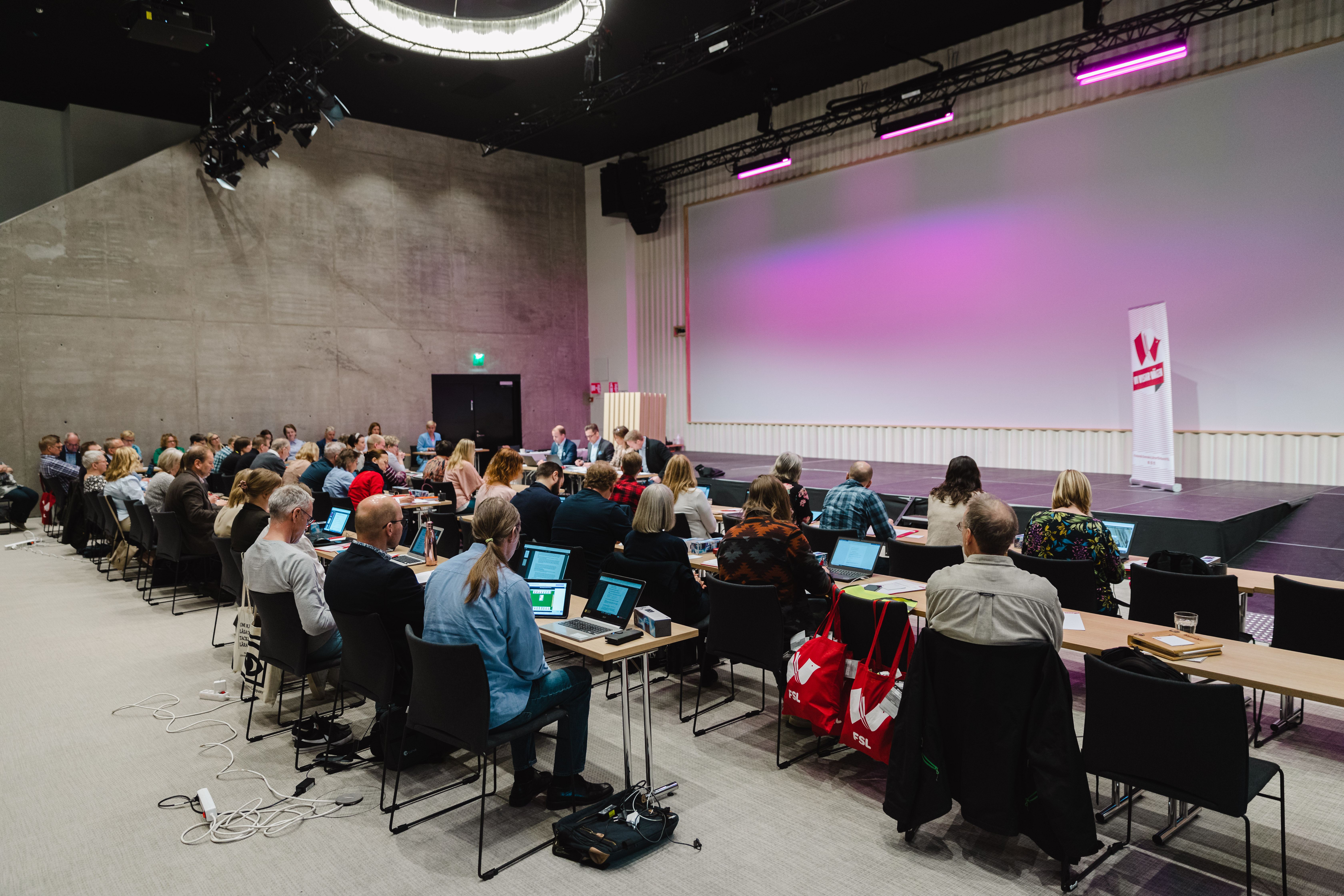
FSL samlar så gott som alla svenskspråkiga lärare i Finland.

Förbundet grundades den 28 december 1973  och är i dag ett självständigt förbund inom Undervisningssektorns Fackorganisation (OAJ)
OAJ är det största medlemsförbundet i akademikernas centralorganisation AKAVA.  
Finlands svenska lärarförbunds främsta uppgift är att bevaka medlemmarnas intressen i anställningsfrågor. Förbundet arbetar på många olika sätt, förutom med löneförhandlingar och anställningsfrågor också med utbildningspolitiska ärenden och frågor som rör den svenskspråkiga lärarutbildningen. 
Finlands svenska lärarförbund har runt 5000 medlemmar från alla skolformer. Lärarförbundet består av 32 lokala lärarföreningar och en förening för lärarstuderande (FSLF). FSL ger ut medlemstidningen Läraren. På tidningen jobbar två heltidsanställda journalister. 

## Ordförande
Finlands svenska lärarförbunds nuvarande (mandatperioden löper ut 2026) ordförande är: Inger Damlin
Damlin är hemma från Vörå och har tidigare jobbat som rektor för Korsholms högstadium. Uppdraget sköts som ett heltidsarbete vid FSL:s kansli i Helsingfors.  

## Organisation
Förbundsfullmäktige, som samlas till två ordinarie möten per år, består av 43 ledamöter från våra lokala lärarföreningar. Studerandeföreningen FSLF har också ordinarie platser i fullmäktige. 
Fullmäktige väljer styrelserepresentanter och förbundsordförande.
Fullmäktige avgör förbundets viktiga frågor, godkänner budget och bokslut samt behandlar verksamhetsplaner och motioner/initiativ. Fullmäktige väljs vid ett valmöte vart fjärde år.

## Medlemmar
FSL:s medlemmar arbetar huvudsakligen inom den grundläggande utbildningen och andra stadiet. Till medlemskåren hör också undervisningspersonal vid medborgar- och arbetarinstitut, folkhögskolor och universitet. Även småbarnspedagoger är i viss mån medlemmar i FSL. Förbundet representerar dessutom lärarstuderande och pensionerade lärare.

### Fotnoter
1. ↑   (svenska) Medlemstidningen Läraren Arkiverad 7 februari 2009 hämtat från the Wayback Machine.